# بردگوری شلیل علیا ۳
بردگوری شلیل علیا ۳ مربوط به دوره ساسانیان است و در شهرستان اردل، بخش میانکوه، دهستان شلیل، جنوب روستای شلیل علیا واقع شده و این اثر در تاریخ ۱۲ شهریور ۱۳۸۶ با شمارهٔ ثبت ۱۹۵۰۷ به‌عنوان یکی از آثار ملی ایران به ثبت رسیده است.